# ユージン・スタンレー
ユージン・スタンレー（H. Eugene Stanley、1941年 - ）は、アメリカの物理学者(ハーバード大学 Ph.D)。ボストン大学教授。経済物理学の提唱者。オクラホマシティ生まれ。
専門は相転移などの経済物理学、統計物理学の理論 、パーコレーション、ランダム系、 高分子、生物物理学。

## 経歴
- 1962年 オハイオ・ウェスリアン大学物理学科卒業。
- 1967年 ハーバード大学物理学博士。
- カリフォルニア大学バークレー校でチャールズ・キッテルと共同研究。そこで『相転移と臨界現象』を執筆。
- 1969年 マサチューセッツ工科大学助手。
- 1971年 マサチューセッツ工科大学助教授。
- 1976年 ボストン大学物理学科教授。
- 1978年 ボストン大学生理学科助教授（併任）。
- 1979年 ボストン大学生理学科教授（併任）。
- 2007年から ボストン大学工学部および化学科教授（併任）。

1997年リヒトマイヤー記念賞、2004年ボルツマン賞、2008年リリエンフェルト賞受賞。

## 著書
- An Introduction to Econophysics: Correlations and Complexity in Finance、Rosario N. Mantegna H. Eugene Stanley
- Biological Systems Under Extreme Conditions: Structure and Function、Yoshihiro Taniguchi、H. Eugene Stanley、 Horst Ludwig
- From Newton to Mandelbrot: A Primer in Theoretical Physics With Fractals for the Personal Computer 、Dietrich Stauffer、H. Eugene Stanley
- Fractal Concepts in Surface Growth、Albert-Laszlo Barabasi、H. Eugene Stanley
- Fractal Forms、Etienne Guyon、H. Eugene Stanley
- Cooperative Phenomena near Phase Transitions: A Bibliography With Selected Readings
- Biomedical Physics and Biomaterials Science
- Introduction to Phase Transitions and Critical Phenomena